# Europaparlamentsvalet i Frankrike 2009
Europaparlamentsvalet i Frankrike 2009 ägde rum söndagen den 7 juni 2009. De utomeuropeiska områdena röstade redan under lördagen den 6 juni. Drygt 44 miljoner personer var röstberättigade i valet om de 72 mandat som Frankrike hade tilldelats innan valet. I valet tillämpade landet ett valsystem med partilistor, d’Hondts metod och en spärr på 5 procent för småpartier. Frankrike var uppdelat i åtta valkrestar, varav en utgjordes av de utomeuropeiska territorierna, i likhet med Europaparlamentsvalet 2004.
Valets stora vinnare var dels liberalkonservativa Union pour un Mouvement Populaire, dels den gröna koalitionen Europe Écologie, som bildades genom bland annat L'Écologie Les Verts under 2008. Båda koalitionerna ökade kraftigt och erhöll fler mandat än i valet 2004. Union pour un Mouvement Populaire ökade med tolv mandat och intog positionen som största parti. Europe Écologie mer än fördubblade sitt antal mandat. Bland förlorarna fanns Socialistiska partiet, som tappade över tolv procentenheter av sitt väljarstöd och sjutton av sina mandat, vilket motsvarade mer än hälften av de mandat partiet vann i valet 2004. Även det liberala partiet Demokratiska rörelsen, det nationalkonservativa Mouvement pour la France och det högerextrema Front National förlorade väljarstöd. Vänsterkoalitionen Vänsterfronten gick däremot framåt något. Inga nya partier klarade av att ta sig över femprocentsspärren.
Valdeltagandet hamnade på 40,63 procent, en minskning med drygt två procentenhter jämfört med valet 2004. Det blev således det lägsta valdeltagandet i ett Europaparlamentsval i Frankrike sedan det första Europaparlamentsvalet 1979 och under genomsnittet för hela Europaparlamentsvalet 2009.

## Valresultat
|                                                                                                |          |  |            |        |
|                                                                                                | Andel    |  | Antal      | Mandat |
| Union pour un Mouvement Populaire                                                              | 27,88 %  |  | 4 799 908  | 29     |
| Union pour un Mouvement Populaire                                                              | +11,24 % |  | +1 943 540 | +12    |
| Socialistiska partiet                                                                          | 16,48 %  |  | 2 838 160  | 14     |
| Socialistiska partiet                                                                          | –12,42 % |  | –2 122 596 | –17    |
| Europe Écologie                                                                                | 16,28 %  |  | 2 803 759  | 14     |
| Europe Écologie                                                                                | +8,87 %  |  | +1 532 365 | +8     |
| Demokratiska rörelsen                                                                          | 8,46 %   |  | 1 455 841  | 6      |
| Demokratiska rörelsen                                                                          | –3,50 %  |  | –597 605   | –5     |
| Mouvement pour la France                                                                       | 6,74 %   |  | 1 160 636  | 1      |
| Mouvement pour la France                                                                       | –1,06 %  |  | –282 476   | –2     |
| Vänsterfronten                                                                                 | 6,52 %   |  | 1 121 879  | 5      |
| Vänsterfronten                                                                                 | +0,64 %  |  | +111 903   | +2     |
| Front National                                                                                 | 6,34 %   |  | 1 091 691  | 3      |
| Front National                                                                                 | –3,47 %  |  | –593 256   | –4     |
| Övriga partier och kandidater                                                                  | 11,31 %  |  | 1 946 740  | 0      |
| Övriga partier och kandidater                                                                  | +0,32 %  |  | +59 381    | ±0     |
| Ogiltiga och blanka röster                                                                     | 4,30 %   |  | 773 547    | 0      |
| Ogiltiga och blanka röster                                                                     | +1,00 %  |  | +188 302   | ±0     |
| Valdeltagande                                                                                  | 40,63 %  |  | 17 992 161 | 72     |
| Valdeltagande                                                                                  | –2,13 %  |  | +239 558   | –6     |
| Antal röstberättigade 44 282 823 29 EPP 14 S&D 06 ALDE 14 G/EFA 00 ECR 05 GUE/NGL 01 EFD 03 NI |          |  |            |        |